# St. Gallus (Merzhausen)

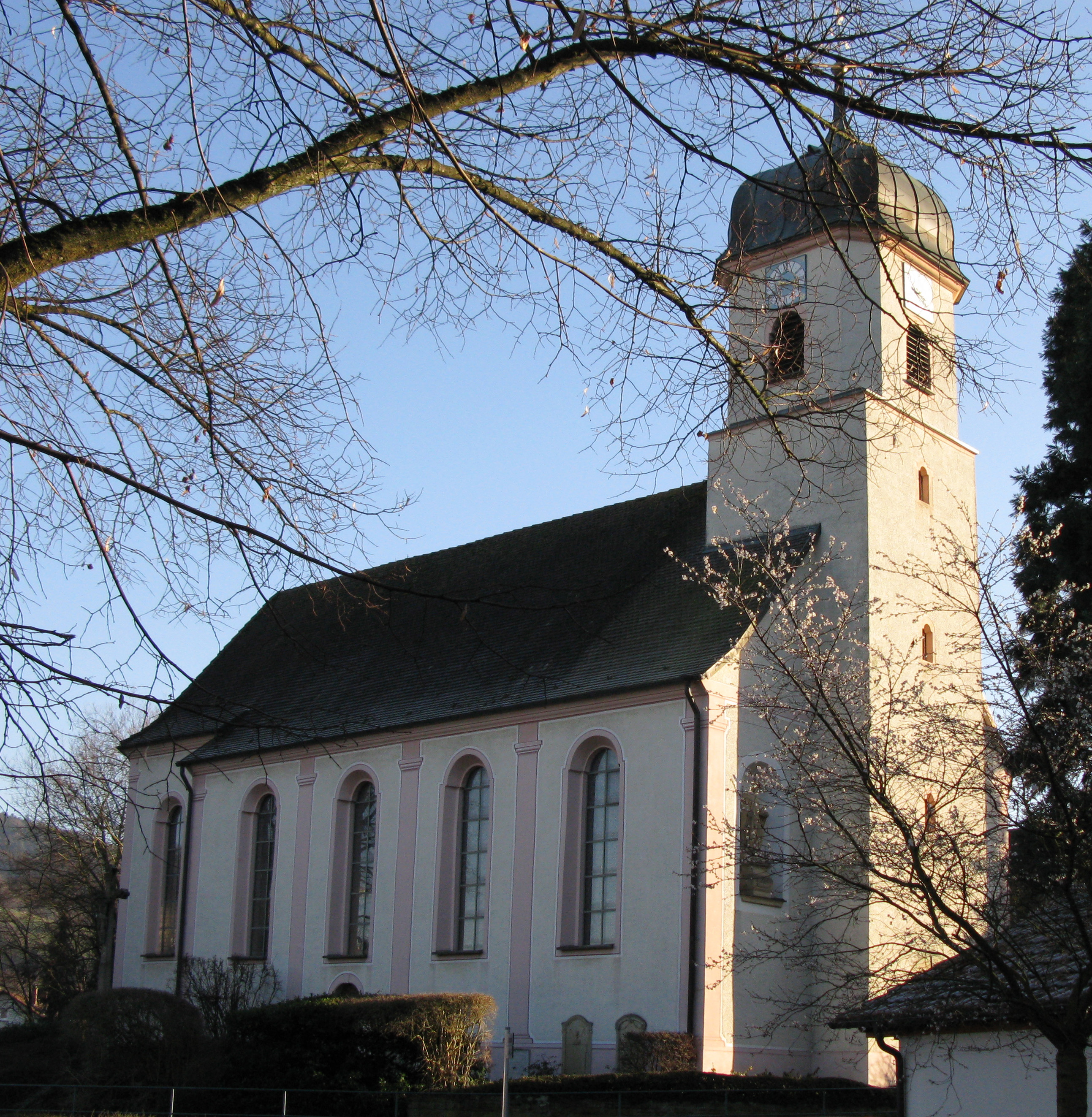
Alte Pfarrkirche St. Gallus in Merzhausen

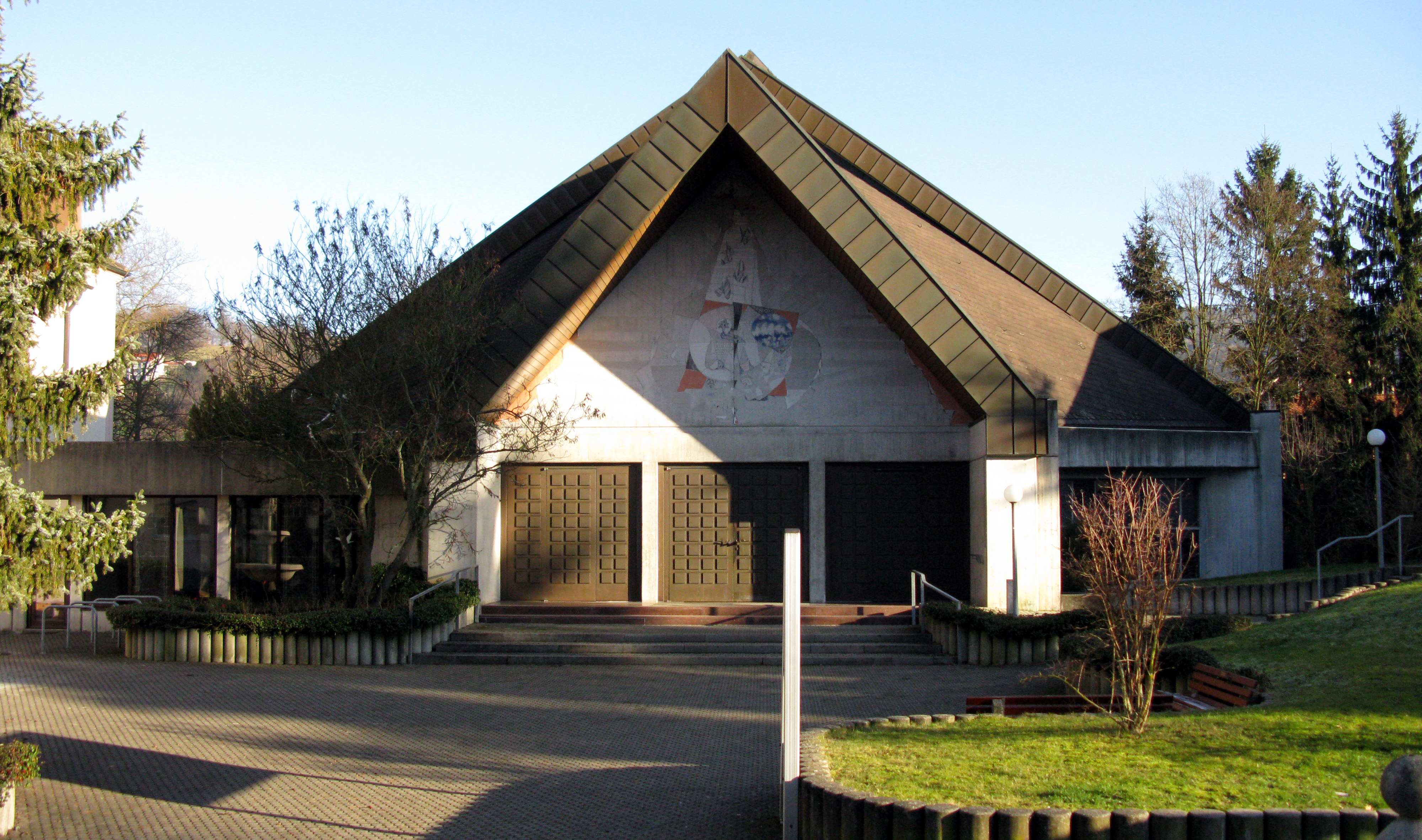
St. Gallus Neubau

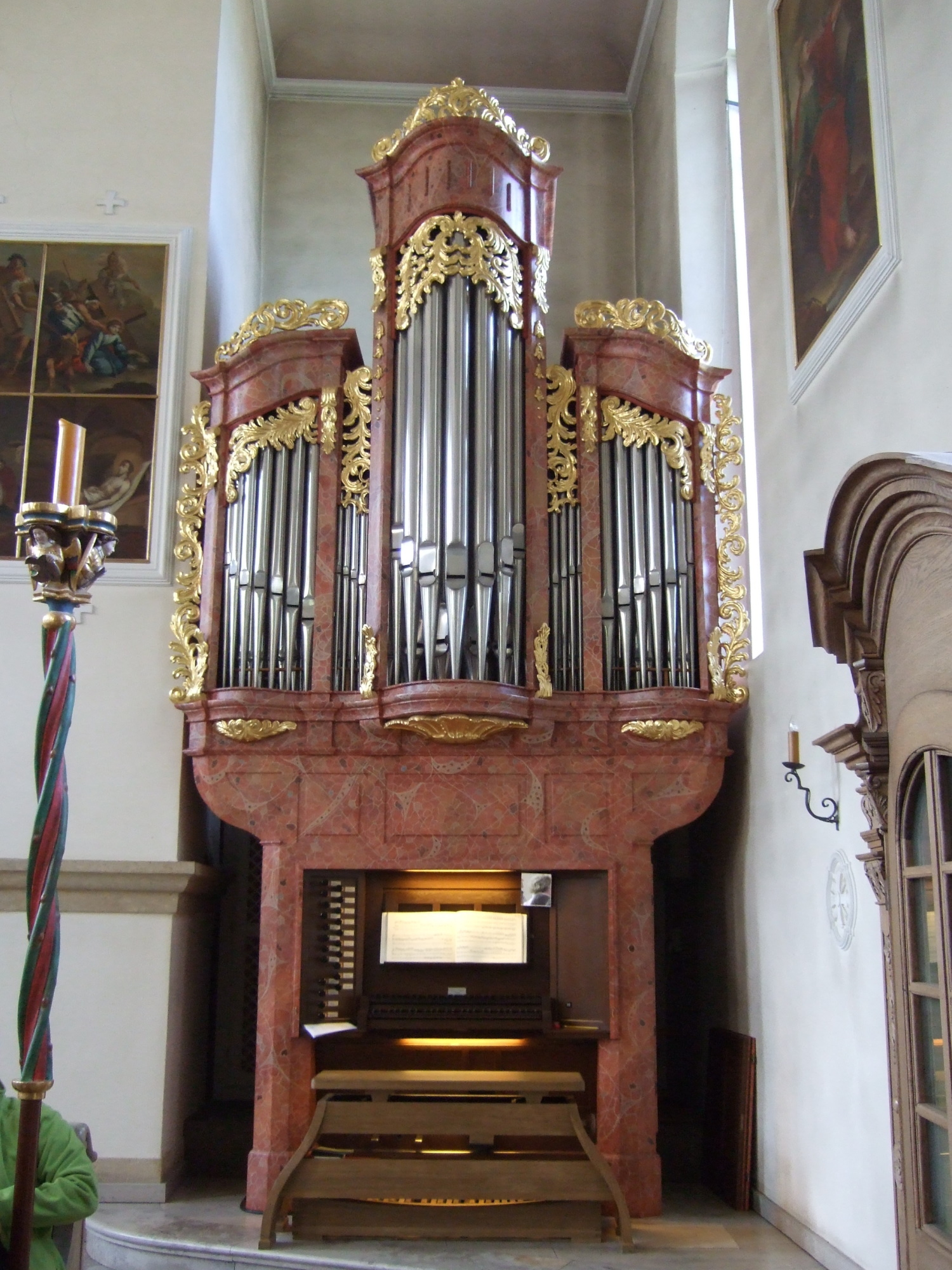
Mönch-Orgel

Die römisch-katholische Alte Pfarrkirche St. Gallus steht neben einem Kirchenneubau in Merzhausen, einer Gemeinde im Landkreis Breisgau-Hochschwarzwald des Landes Baden-Württemberg. Die Kirchengemeinde gehört zur Seelsorgeeinheit St. Georgen-Hexental im Dekanat Freiburg des Erzbistums Freiburg. Das Bauwerk ist beim Landesamt für Denkmalpflege Baden-Württemberg als Baudenkmal eingetragen.

## Beschreibung
Die Saalkirche wurde 1759/60 erbaut. Sie besteht aus einem Langhaus, einem eingezogenen, dreiseitig geschlossenen Chor im Osten und  einem Kirchturm im Westen, der zu zwei Dritteln in das Langhaus eingestellt ist. 
Im obersten eingezogenen Geschoss des Kirchturms mit abgeschrägten Ecken ist der Glockenstuhl mit fünf Kirchenglocken untergebracht. Oberhalb der Schallläden sind außen auf allen vier Seiten Zifferblätter der Turmuhr angebracht. Darauf sitzt eine Glockenhaube. Die fünf Glocken aus Bronze wurden 1977 von der Glockengießerei Heidelberg gegossen.
| Glocke | Durchmesser | Gewicht | Schlagton (HT-1⁄16) |
| ------ | ----------- | ------- | ------------------- |
| 1      | 1243 mm     | 1159 kg | dis’+1              |
| 2      | 1037 mm     | 765 kg  | fis’+3              |
| 3      | 855 mm      | 451 kg  | h’+3                |
| 4      | 756 mm      | 326 kg  | cis’’+3             |
| 5      | 669 mm      | 211 kg  | dis’’+3             |

In den Uhrschlag sind die Glocke 1 (Stundenschlag) und die Glocken 2 bis 4 (Viertelstundenschlag) einbezogen.
Die Innenräume des Langhauses und des Chors sind mit Flachdecken überspannt. In der Deckenmalerei ist die Himmelfahrt Marias dargestellt. Zur Kirchenausstattung gehören der Hochaltar und zwei Seitenaltäre, die ursprünglich in der Klosterkirche vom Kloster St. Trudpert standen. Die Statuen an der Seite, der heilige Petrus und der heilige Paulus, stammen von Johann Michael Hartmann. Auf dem Altarretabel des Hochaltars ist die Anbetung der Hirten dargestellt. Die Statue eines Engels hat Franz Anton Xaver Hauser geschaffen.
Die ebenerdig aufgestellte Orgel mit 20 Registern auf zwei Manualen und Pedal hat 1981 die Firma Mönch Orgelbau gebaut.
Neben der Alten Kirche, die zu klein geworden war, wurde 1976–1978 ein zeltförmiger Neubau errichtet, der mit der Alten Kirche verbunden ist. Die Ausgestaltung besorgte der Künstler Valentin Feuerstein. Der neue Kirchenraum erhielt auch eine eigene Orgel, die zur Kirchweihe 1978 von der Manufaktur Johannes Klais Orgelbau, Bonn als Opus 1567 fertiggestellt wurde. Sie verfügt über 39 Register auf drei Manualen und Pedal.